# Halterofília als Jocs Olímpics d'estiu de 1932 - pes lleuger
La competició del pes lleuger, amb un pes dels aixecadors inferior a 67,5 kg, va ser una de les cinc proves d'halterofília que es disputà durant els Jocs Olímpics de Los Angeles de 1932. La prova es disputà el 30 de juliol de 1932 i hi van prendre part 6 aixecadors en representació de 4 nacions.

## Medallistes
| Or                  | Plata           | Bronze                |
| René Duverger (FRA) | Hans Haas (AUT) | Gastone Pierini (ITA) |

## Resultats
| Pos. | Aixecador       | Nació        | Total | Impuls | Impuls | Impuls | Arrancada | Arrancada | Arrancada | Dos temps | Dos temps | Dos temps |
| Pos. | Aixecador       | Nació        | Total | 1.     | 2.     | 3.     | 1.        | 2.        | 3.        | 1.        | 2.        | 3.        |
| ---- | --------------- | ------------ | ----- | ------ | ------ | ------ | --------- | --------- | --------- | --------- | --------- | --------- |
| 1    | René Duverger   | França       | 325,0 | 90     | 95     | 97,5   | 95        | 100       | 102,5     | 120       | 125       | 130       |
| 2    | Hans Haas       | Àustria      | 307,5 | 77,5   | 82,5   | 85     | 95        | 100       | 102,5     | 125       | 130       | 130       |
| 3    | Gastone Pierini | Itàlia       | 302,5 | 87,5   | 92,5   | 95     | 85        | 90        | 92,5      | 115       | 120       | 122,5     |
| 4    | Pierino Gabetti | Itàlia       | 300,0 | 77,5   | 82,5   | 85     | 90        | 95        | 95        | 120       | 120       | 120       |
| 5    | Arne Sundberg   | Estats Units | 285,0 | 72,5   | 77,5   | 77,5   | 85        | 90        | 92,5      | 112,5     | 117,5     | 122,5     |
| 6    | Walter Zagurski | Estats Units | 285,0 | 77,5   | 82,5   | 82,5   | 85        | 85        | 90        | 112,5     | 117,5     | 117,5     |